# Musse Pigg ger konsert
Musse Pigg ger konsert (engelska: Fiddling Around) är en amerikansk animerad kortfilm med Musse Pigg från 1930.

## Handling
Musse Pigg har konsert inför en publik och bjuder på några sånger på fiol. Till slut blir han själv rörd när han spelar en sorglig sång.

## Om filmen

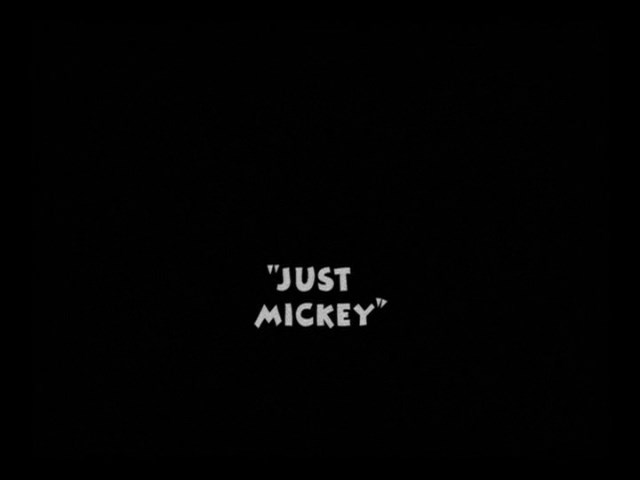
Titelbild från alternativ version

Filmen är den 16:e Musse Pigg-kortfilmen som producerades och den första som lanserades år 1930.
Det finns två versioner av filmen, en originalversion med titeln Fiddling Around och en alternativ version med titeln Just Mickey.
Filmen hade svensk premiär den 17 december 1932 på biografen Palladium i Stockholm och visades då som bonusfilm till långfilmen Hennes höghet dansar (tyska: Traum von Schönbrunn) med Marta Eggerth i huvudrollen.

## Rollista
- Walt Disney – Musse Pigg[8]